# びらん
びらん（糜爛、英: erosion）とは、表皮の不完全な欠損による皮膚の連続性が失われた状態。びらんは湿性かつ限局性であり、通常は陥凹している。